# DNK polimeraza I
DNK polimeraza I (Pol I) je enzim koji učestvuje u procesu replikacije DNK. Ovaj enzim je otkrio Artur Kornberg 1956. godine. To je bila prva poznata DNK polimeraza (kao i prva poznata polimeraza bilo koje vrste). Ovaj enzim je inicijalno bio okarakterisan kod E. coli, a kasnije je utrvđeno da je sveprisutan kod prokariota. Kod E. coli i mnogih drugih bakterija, gen koji kodira Pol I je poznat kao polA. E. coli forma ovog enzima se sastoji od 928 aminokiselina, i primer je procesivnog enzima - koji može sekvenciono da katalizuje višestruke polimerizacije.
Pol I poseduje četiri enzimske funkcije:
1. 5' -> 3' (u napred) DNK-zavisna DNK polimerazna aktivnost, za koju je neophodno 3' prajmersko mesto i šablonski lanac
2. 3' -> 5' (u nazad) egzonukleazna aktivnost kojom se posreduje korektura
3. 5' -> 3' (u napred) egzonukleazna aktivitnost koja posreduje nik translaciju tokom DNK popravke.
4. 5' -> 3' (u napred) RNK-zavisna DNK polimerazna aktivnost. Pol I deluje na RNK šablonima sa znatno manjom efikasnošću (0.1–0.4%) u odnosu na DNK šablone, i to dejstvo verovatno ima samo ograničen biološki značaj.[2]